# SoftBank 104SH
AQUOS PHONE 104SH（アクオス フォン イチマルヨンエスエイチ）はシャープによって開発された、ソフトバンクモバイルの第3世代移動通信システム（SoftBank 3G）端末である。SoftBank スマートフォンシリーズのひとつ。OSはAndroid 4.0を搭載している。

## 概要
- SoftBank 102SHをベースにしているため、IPX5/IPX7相当の防水性能を備えているほか、HD液晶及び「エコ技」機能を搭載している。また、ULTRA SPEED(HSPA+・下り最大21Mbps)にも対応している。
- 従来シャープから発売されているスマートフォンでは標準となっているおサイフケータイ、ワンセグ、赤外線通信（いわゆる、スマートフォンにおける三種の神器）は開発のスピードを重視したため今回は全て非対応である。しかし、簡易留守番録機能などソフトウェア面では日本向けのカスタマイズがなされている。
- ダイレクトトラッキング技術を採用し、指の動きに対する移動量、反応速度、追従性を追求している。
- 1210万画素のカメラは、撮影素子に裏面照射CMOSを採用し、暗所でもノイズの少ない撮影が可能である。102SHに搭載されていた光学手ぶれ補正は、薄さを重視するため搭載は見送られた。

## その他機能
| 主な対応サービス | 主な対応サービス | 主な対応サービス                       | 主な対応サービス                        |
| ---------------- | ---------------- | -------------------------------------- | --------------------------------------- |
| タッチパネル     | HD液晶 4.5インチ | フルブラウザ                           | ULTRA SPEED 21Mbps(受信)/5.76Mbps(送信) |
| Android 4.0.3    | Flash 10.2       | WiFi                                   | GPS                                     |
| 1210万画素カメラ | ワンセグ         | デジタルオーディオプレーヤー(AAC)(WMA) | おサイフケータイ                        |
| Bluetooth        | 赤外線通信       | 緊急速報メール                         | 防水                                    |

## 歴史
- 2011年9月29日 - ソフトバンクモバイルより発表。
- 2012年2月10日 - 予約開始[1]
- 2012年2月24日 - 発売開始。
- 2012年4月3日 - 新色SHINING PEARLを追加発表。[2]
- 2012年4月6日 - 新色発売開始。

## 不具合
2012年3月15日に以下の不具合の修正がソフトウェア更新によって行われた。
- カードリーダーモードでパソコンからのデータ操作をすると、microSDカード内のデータが破損・損失する場合がある。
- ビデオアプリでコンテンツが再生できない場合がある。

2012年4月5日に以下の不具合の修正と機能の追加がソフトウェア更新によって行われた。
- パソコン用メディアファイル管理ソフト「MediaJet」の追加。
- Wi-Fi接続時のアクセスポイント設定の改善。
- 設定時間にアラームが鳴らない場合がある。

2013年2月13日に以下の不具合の修正がソフトウェア更新によって行われた。
- 「緊急速報メール」アプリ起動時に【（ホームキー）】押下にてホーム画面に戻り、画面が消灯されると、 緊急速報メールを受信した際に警告音の鳴動時間が1秒弱となる事象の改善。
- 緊急速報メール受信メッセージ一覧画面の表示後に、緊急速報メールを受信した場合、ポップアップ表示がされない場合がある事象の改善。